# آلیاکساندر هرابوویک
آلیاکساندر هرابوویک (انگلیسی: Aliaksandr Hrabovik; ۹ دسامبر ۱۹۸۸) کشتی‌گیر اهل بلاروس است.